# Közép-európai hangyásztücsök
A közép-európai hangyásztücsök (Myrmecophilus acervorum) a hangyásztücsökfélék családjába tartozó, Európában honos, hangyabolyokban élősködő rovarfaj.

## Megjelenése
A közép-európai hangyásztücsök testhossza 2–4 mm, ehhez járul még 1–2 mm-es tojócsöve. Döntő többségük nőstény,a hímek nagyon ritkák. Teste felülről nézve ovális, oldalról kissé lapított. Színe sötét rozsdabarna. Csápjai rövidek és erőteljesek. Torpajzsán és a középső potrohszelvényen egy-egy feltűnő, világos keresztcsík látható. A torpajzsot és potrohának felső oldalát rövid, fényes szőrök borítják. Hátsó lábainak combjai robusztusak, vastagok. Potrohfüggelékei (cercusai) felfelé állnak és valószínűleg fontos tapintó érzékszervként szolgálnak. 
Nem ad ki hangot.

### Hasonló fajok
Közeli rokonaival, a Myrmecophilus nem főleg Dél-Európában élő tagjaival lehet összetéveszteni.

## Elterjedése
Európában honos Franciaországtól Oroszország európai részéig. Dél-európai elterjedése a többi fajjal való összetévesztés lehetősége miatt nem tisztázott. Magyarországon a domb- és hegyvidékeken fordul elő. 

## Életmódja
A hangyásztücskök hangyabolyokban élnek, főleg a kövek alatt. Előfordulhatnak erdőkben, száraz gyepekben, legelőkön, sziklagyepekben, felhagyott kőbányákban, sőt kertekben, városokban egyaránt. A meleg és száraz élőhelyeket preferálja. A hangyabolyokon kívül csak ritkán lehet megfigyelni, akkor is többnyire a hangyák ösvényein halad. 
Mind az imágók, mind a lárvák egész évben megfigyelhetők. Nincs különösebb fajpreferenciája, legalább 20 faj bolyaiból előkerült már. A hangyák élősködőjének tekinthető. Az egyedek átvándorolhatnak egyik bolyból a másikba; ilyenkor a dolgozókhoz dörgölőzve átveszi azok szagát és kb. egy héten belül azok elfogadják és már nem tekintik betolakodónak. Megfigyelték, hogy a hangyák etetik is őket. Növényi anyagokkal és a hangyák petéivel, ivadékaival táplálkozik.  
Szinte csak szűznemzéssel szaporodik. Két éves élettartama alatt a nőstény kb. 40 megtermékenyítetlen petét rak le (általában március és október között), amelyek olyan nagyok, hogy a saját testhossza harmadát is kiteszik. A lárvák kb. két év alatt fejlődnek imágókká. 

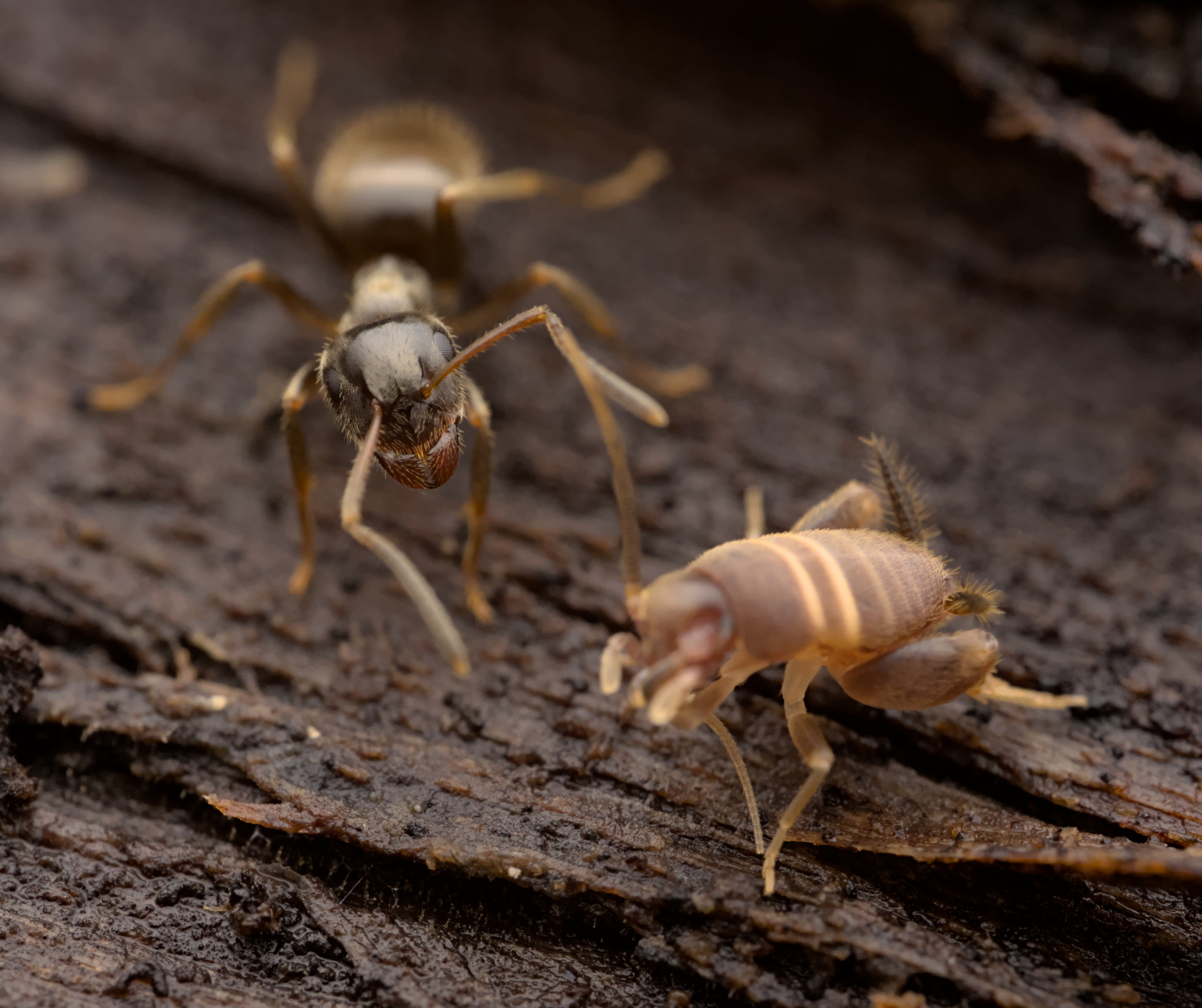
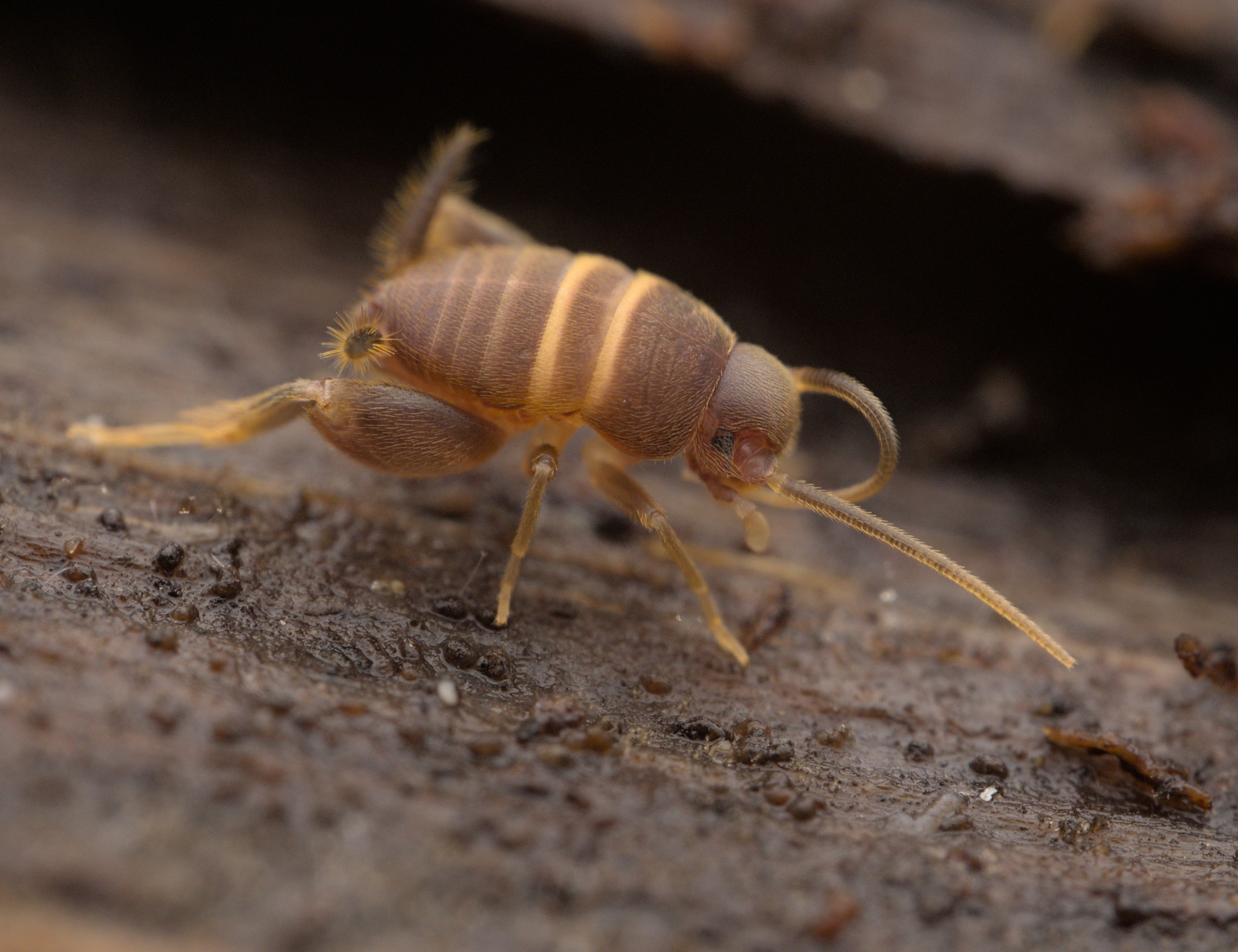
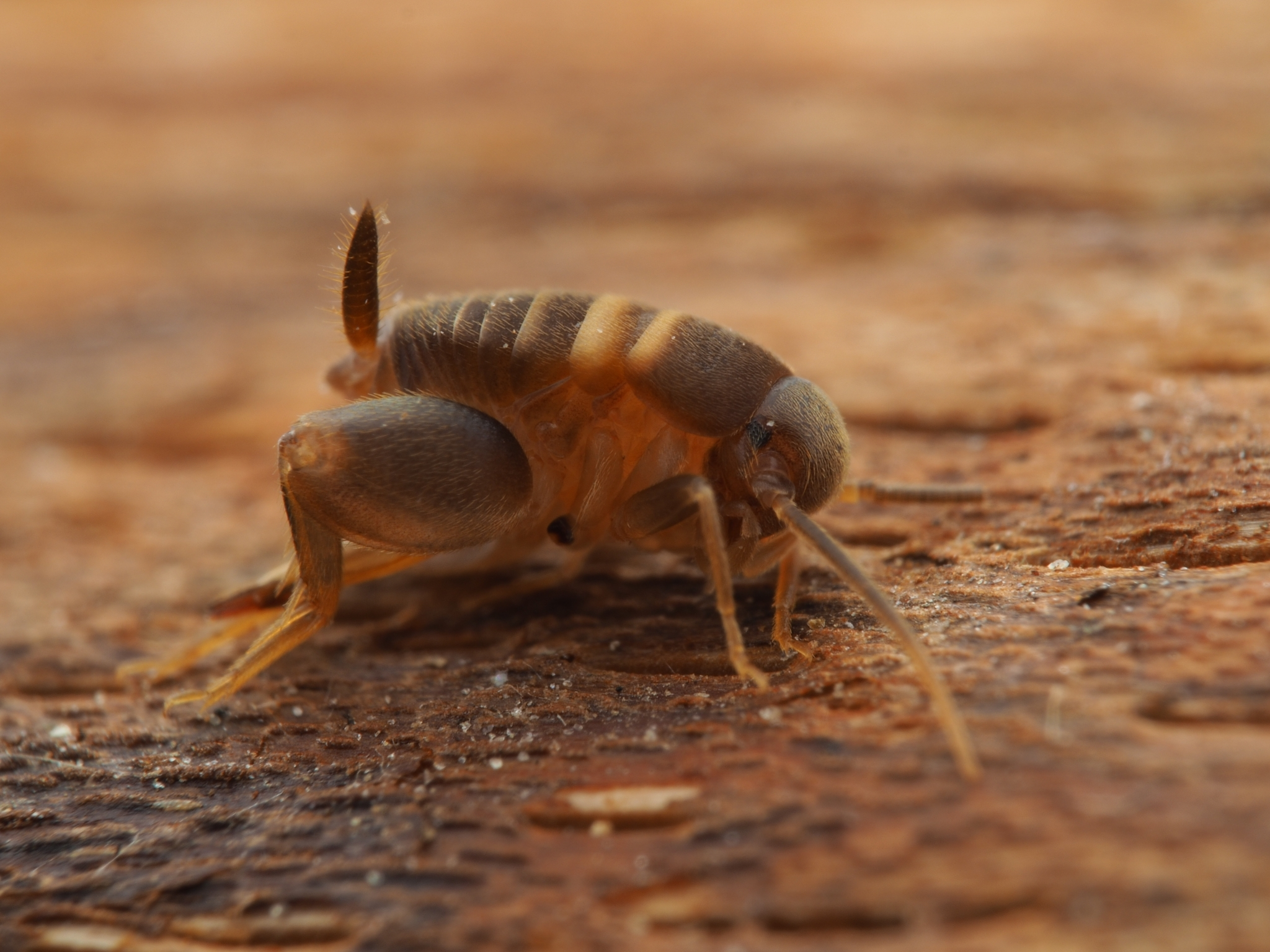
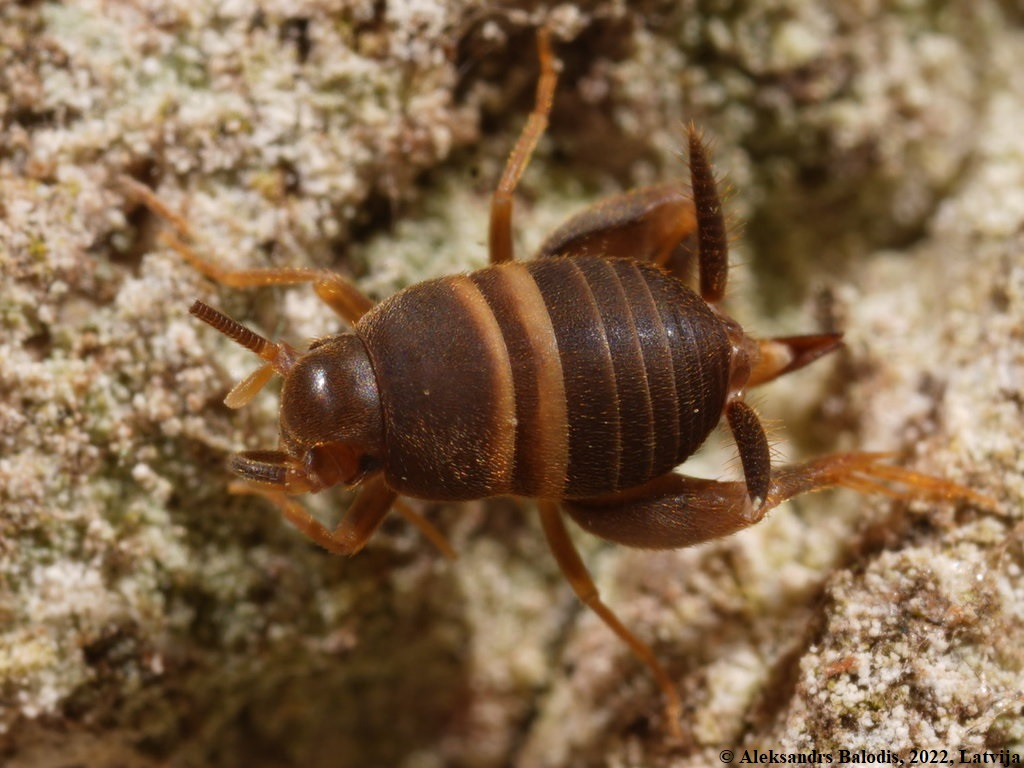

Magyarországon nem védett.